# Henk Bres
Henk Bres (Den Haag, 29 augustus 1952) is een Nederlandse mediapersoonlijkheid.

## Loopbaan
Bres werd vooral bekend door zijn optreden als deelnemer aan het discussieprogramma Het Lagerhuis van de VARA. Eerder had Bres uiteenlopende bezigheden. Naar eigen zeggen is hij taxichauffeur geweest en eigenaar van een seksclub en een zonnestudio. Ook beschrijft hij zichzelf als een voormalig ADO Den Haag-hooligan.

### Media
Bres was deelnemer aan programma's als Rappatongo (TROS), Waku Waku (KRO), Kopspijkers (VARA), Big Brother VIPS (Veronica), Bobo's in the Bush (Yorin; 2003) en BNN presenteert AVRO's Sterrenslag in de Sneeuw (BNN, 2005). Ook was hij coach van Rens Vrolijk, een krachtsporter die tussen 1990 en 1995 deelnam aan de wedstrijd van het televisieprogramma Sterkste Man van Nederland (RTL 7). Bres was in 1999 als "slachtoffer" te gast in het programma Bananasplit met Ralph Inbar in de split 'Wachten in kast op surprise party, terwijl ruimte wordt veranderd'. In 2007 speelde Bres "De Slager" in Spetter! en het Romanov Raadsel. In 2012 speelde voor het eerst in een film, als barman in de Haagse horror GRIMAS van regisseur Arjen Rooseboom. 
Bres is werkzaam bij Den Haag FM 92.0, de lokale omroep van Den Haag. Hier werkt hij mee aan het programma De Start van de nacht. Op werkdagen was Bres te horen tussen 18 en 19 uur in het programma Klessebres maar dat is vanwege bezuinigingen gestopt. Ook presenteert hij samen met Kim Holland het erotische praatprogramma Bres vs Holland.
In 2018 zette de Haagse huis-aan-huiskrant De Posthoorn hem als columnist aan de kant vanwege racistische uitlatingen op Twitter.

### Politiek
In juli 2011 kwam Bres in het nieuws omdat hij in het kader van het burgerinitiatief genoeg handtekeningen had verzameld om in de Tweede Kamer een debat over een verbod op vereniging MARTIJN aan te kunnen vragen. Dit werd door schrijver Anton Dautzenberg (uit protest lid van MARTIJN) vergeleken met een heksenjacht.
Bres stond in 2018 als lijstduwer voor PVV Den Haag op de kieslijst en werd met voorkeurstemmen in de raad gekozen. Bres besloot geen zitting te nemen in de gemeenteraad en in plaats daarvan de functie van fractievertegenwoordiger op zich te nemen.
- International Standard Name Identifier: 0000 0003 9603 5285
- Nederlandse Thesaurus van Auteursnamen: 240718984
- Virtual International Authority File: 290833726
- WorldCat: E39PBJxd4Ygp8WvjmVBpFTbGHC